# Sarasíbar
Sarasíbar (Sarasibar en euskera) es una localidad situada en la Comunidad Foral de Navarra perteneciente al municipio de Esteríbar. Está situado en la Merindad de Sangüesa, en la Comarca de Auñamendi. Su población en 2014 fue de 37 habitantes (INE).